# Massapà de Lübeck
Massapà de Lübeck o en alemany Lübecker Marzipan és una Indicació geogràfica protegida per la Unió Europea atorgada al massapà fabricat a la ciutat hanseàtica de Lübeck a Slesvig-Holstein a Alemanya, segons el decret del 2 de juliol del 1997. El massapà de Lübeck tan sols pot contenir 30% de sucre afegit a la pasta d'ametlla o 41,5% al producte acabat, quan el massapà normal pot arribar a 50%. Només es pot fabricar a Lübeck i els municipis veïns de Bad Schwartau i Stockelsdorf.

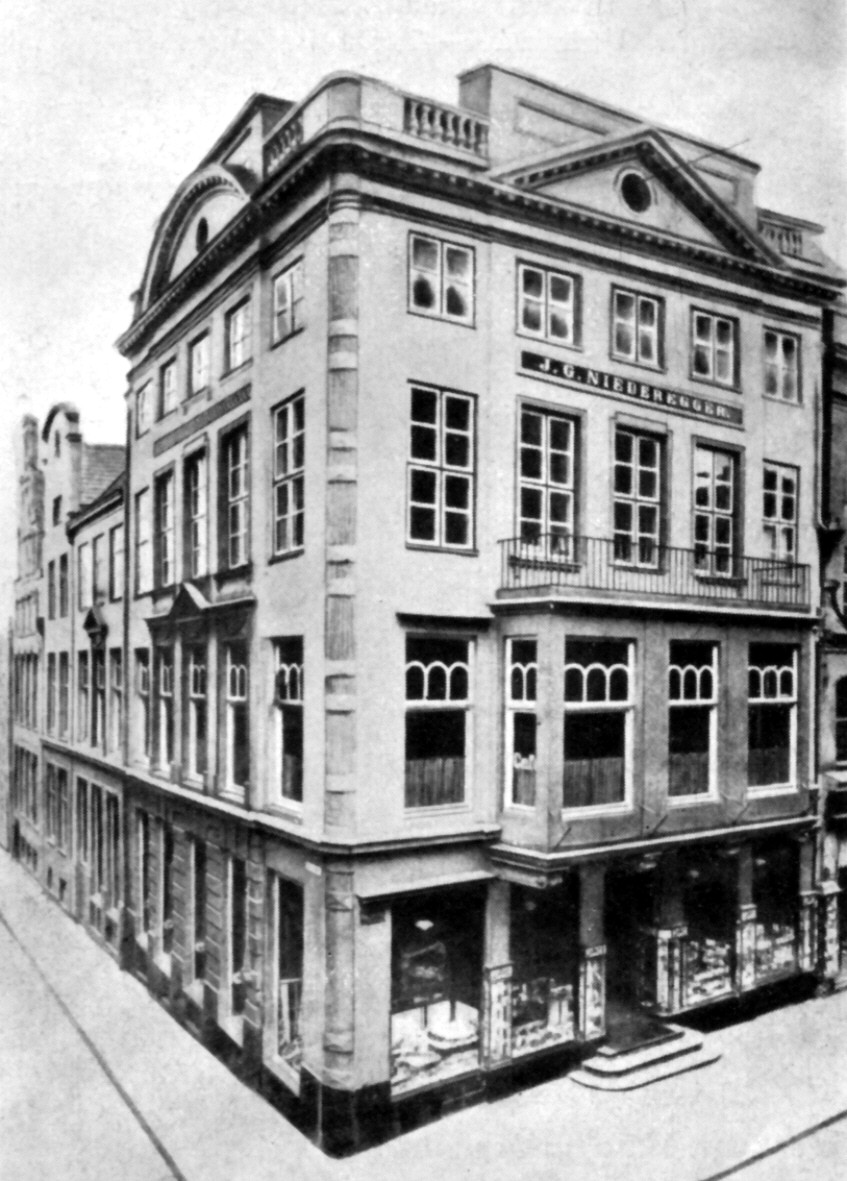
La casa Niederegger el 1935

La tradició té quasi cinc segles d'història. El primer esment escrit de fabricació de massapà als repertoris dels gremis de Lübeck data del 1530. La reputació de ciutat del massapà ans al contrari, només va començar a desenvolupar-se des de l'inici del segle xix. El 1796 el confiter Joan Gerard Maret va crear la seva empresa. Va morir el 1804 quan el seu fill Pere August era massa petit per continuar i aleshores el seu companyó Joan Jordi Niederegger va continuar el negoci. Quan el 1822 Pere August Maret va reprendre l'empresa familiar, Niederegger va deixar Maret i crear el seu propi taller. Als decennis següents van establir-se a Lübeck una dotzena de fàbriques que van fonamentar la reputació de la ciutat com a capital del massapà.
Es ven sota forma de massapà blanc, els clàssics bombons recoberts d'una fina capa de xocolata negra i tota mena de figures més o menys realistes acolorides: des de fruita tradicional fins a futbolistes famosos. Tot i que la majoria de formes es fan per emmotllament o modelades a mà, per a les més complicades recentment s'ha introduït la fabricació additiva automatitzada. A més d'uns tallers artesans, avui queden tres fabricants majors: Erasmi & Carstens, Niederegger i Von Minden & Bruhns. El 2017 el massapà a Lübeck representava uns set-cents llocs de treball i un volum de negoci d'uns 185 milions d'euros.
Niederegger ha creat un «Museu del Massapà» (Marzipanmuseum) al carrer Zeiss-Strasse.

## Biblio- i filmografia
- Eschenburg, Harald. Lübecker Marzipan oder fünfzehn Rosen (en alemany).  Husum: Husum Druck- und Verlagsgesellschaft, 1984, p. 199 pàgines. ISBN 3-88042-235-4.
- Hauke, Wilfried (guió i direcció). Lübecker Marzipan – Die Geschichte einer süßen Verführung (vídeo documental).  Alemanya: NDR, 2005, p. 60 minuts.
- Johannson, Lena. Das Marzipanmädchen (en alemany).  München: Knaur, 2007. ISBN 978-3-426-63766-1. Traducció del títol: La noia de massapà, (conte)
- Leu, Burkhard. Die Marzipan-Fibel.  Lübeck: Schmidt-Römhild, 2001. ISBN 3-7950-1243-0. Traducció del títol: Afiblall del massapà.
- Pieske, Christa. Marzipan aus Lübeck: der süße Gruß einer alten Hansestadt.  Lübeck: Weiland, 1997. ISBN 3-87890-084-8. (traducció del títol: Massapà de Lübeck: una salutació dolça des d'una vella ciutat hanseàtica)
- Strait, Holger (guió i direcció). Niederegger - Ein Leben für Marzipan (vídeo documental).  Alemanya: NDR, 24 de març del 2018, p. 45minuts (Norddeutsche Dynastien).